# منتخب الكويت لهوكي الجليد للناشئين
منتخب الكويت لهوكي الجليد للناشئين هو المنتخب الوطني الذي يمثل دولة الكويت في منافسات هوكي الجليد الدولية للناشئين تحت 20 عامًا، وتقع مسؤولية إدارة الفريق على عاتق الاتحاد الكويتي لهوكي الجليد، والذي يتمتع بعضوية  الاتحاد الدولي لهوكي الجليد.
بدأ منتخب الكويت لهوكي الجليد للناشئين منافساته الدولية في ديسمبر (كانون الثاني) 2018، عندما شارك لأول مرة في منافسات القسم الأول من بطولة كأس التحدي الأسيوية لهوكي الجليد للناشئين تحت 20 سنة لعام 2019، وقد احتل في هذه البطولة المركز الرابع. 

## التاريخ
كان الظهور الدولي الأول لمنتخب الكويت الوطني لهوكي الجليد للناشئين عام 2018 عندما شارك لأول مرة في منافسات القسم الأول من بطولة كأس التحدي الآسيوية للناشئين تحت 20 سنة، والتي أُقيمت عام 2019 في مدينة كوالالمبور بماليزيا، حيث واجه في مباراته الافتتاحية في البطولة منتخب إندونيسيا لهوكي الجليد للناشئين، وانتهت المباراة بخسارة المنتخب الكويتي بنتيجة 3-10. وفيه مباراته الثانية في البطولة، خسر منتخب الكويت لهوكي الجليد للناشئين أمام منتخب منغوليا، ثُم  خسر مُباراته الأخيرة أمام مُنتخب تايلاند لهوكي الجليد للناشئين بنتيجة 0-25، والتي اعتُبرت أكبر خسارة لمنتخب الكويت لهوكي الجليد للناشئين في تاريخ مُشاركاته الدولية منذ التأسيس وحتى الآن، لكي يُنهي بذلك البطولة محتلا المركز الرابع. اختارت إدارة الاتحاد الدولي لهوكي الجليد اللاعب أحمد الصائغ حارس مرمى منتخب الكويت لهوكي الجليد للناشئين كأفضل حارس مرمى للفريق، كما أختير كأفضل لاعب كويتي في البطولة.

## المشاركات الدولية
| السنة | البطولة                               | القسم       | الترتيب       |
| ----- | ------------------------------------- | ----------- | ------------- |
| 2019  | كأس التحدي الآسيويللناشئين تحت 20 سنة | القسم الأول | المركز الرابع |

## اللاعبون والجهاز الفني

### اللاعبون
تشكيل لاعبي منتخب الكويت لهوكي الجليد للناشئين تحت 20 سنة منذ آخر بطولة شارك فيها الفريق:
| رقم قميص اللاعب | اسم اللاعب        | تاريخ الميلاد                | المركز    | اتجاه اللعب | اسم النادي    |
| --------------- | ----------------- | ---------------------------- | --------- | ----------- | ------------- |
| 30              | صالح عبد الله     | 5 يونيو (حزيران) 2001        | لاعب دفاع | أيسر        | نجوم الكويت   |
| 8               | مشاري العجمي      | 24 مايو (أيار) 2000          | لاعب هجوم | أيسر        | الكويت        |
| 6               | عبد الرزاق الداعي | 11 سبتمبر (أيلول) 2002       | لاعب دفاع | أيمن        | نجوم الكويت   |
| 26              | عمر الحوشان       | 7 أكتوبر (تشرين الأول) 2002  | حارس مرمى | أيسر        | محاربو الكويت |
| 22              | حسين علي          | 3 فبراير (شباط) 2003         | لاعب دفاع | أيمن        | الكويت        |
| 2               | عبد العزيز الخشان | 2 نوفمبر (تشرين الثاني) 2001 | لاعب هجوم | أيمن        | محاربو الكويت |
| 9               | عبد المحسن الخشرم | 14 أبريل (نيسان) 2003        | لاعب هجوم | أيمن        | محاربو الكويت |
| 21              | مساعد الناجم      | 16 مارس (أذار) 2003          | لاعب دفاع | أيمن        | الكويت        |
| 29              | عبد الله العتيبي  | 13 سبتمبر (أيلول) 2001       | لاعب هجوم | أيسر        | الكويت        |
| 27              | بدر القطان        | 2 ديسمبر (كانون الأول) 2001  | لاعب هجوم | أيمن        | صقور الكويت   |
| 28              | سالم القطان       | 5 نوفمبر (تشرين الثاني) 2002 | لاعب هجوم | أيمن        | محاربو الكويت |
| 1               | أحمد الصايغ       | 27 أكتوبر (تشرين الأول) 2000 | حارس مرمى | أيسر        | نجوم الكويت   |
| 17              | علي الصراف        | 20 أكتوبر (تشرين الأول) 2001 | لاعب هجوم | أيسر        | صقور الكويت   |
| 11              | عبد الله الشداد   | 28 يناير (كانون الثاني) 2003 | لاعب هجوم | أيمن        | صقور الكويت   |
| 24              | محمد السريّع       | 10 مايو (أيار) 2000          | لاعب هجوم | أيمن        | الكويت        |
| 10              | عقيل بو صخر       | 29 أبريل (نيسان) 2001        | لاعب دفاع | أيمن        | صقور الكويت   |
| 5               | خلف خلف           | 24 يناير (كانون الثاني) 2001 | لاعب دفاع | أيسر        | محاربو الكويت |
| 20              | معاذ خليفوه       | 12 أكتوبر (تشرين الأول) 2002 | لاعب دفاع | أيمن        | الكويت        |

### الجهاز الفني
ضم الجهاز الفني لمنتخب الكويت لهوكي الجليد للناشئين تحت 20 سنة منذ آخر بطولة دولية له الأسماء التالية:
| المدرب       | كميل فافرا       |
| المدير العام | أحمد العجمي      |
| المدير العام | أحمد العمران     |
| قائد الفريق  | غنيم العازمي     |
| مدير المعدات | رمضان عبد المجيد |
| طاقم الفريق  | علي البحيري      |